# Robin Breitbach
Robin Breitbach (né le 5 mars 1982 à Hambourg) est un joueur allemand de hockey sur glace à licence suisse. Il évolue au poste de défenseur.

## Carrière de joueur
Bien que né à Hambourg, Robin Breitbach grandit en Suisse et découvre le hockey sur glace au HC Viège, dans le canton du Valais. Grâce à cela, l'Allemand obtient une licence suisse, et n'est pas considéré comme un joueur étranger. Il rejoint le mouvement junior des Kloten Flyers lors de la saison 1998-1999 et devient champion de Suisse junior dès sa première année. Lors de cette saison, il dispute le championnat du monde des moins de 18 ans avec l'équipe d'Allemagne. Son équipe termine avant-dernière et Breitbach inscrit deux passes décisives
La saison suivante, il donne ses premiers coups de patins en Ligue nationale A avec la première équipe de Kloten, avec qui il participe à quatre matchs de championnat et au premier tour des séries éliminatoires, après lequel les Aviateurs sont éliminés. Il joue en parallèle avec les juniors élites, mais est arrêté en demi-finale par les jeunes du CP Berne. Il rejoint à nouveau l'Allemagne pour les mondiaux des moins de 18 ans 2000. Les Allemands finissent à la 7e place et Breitbach marquent trois assistances.
Il continue son chemin en LNA avec les Flyers lors de l'exercice 2000-2001, jouant 17 matchs et marquant son premier but. En plus de quelques matchs avec les juniors élites, Breitbach fait une pige de deux parties au HC Thurgovie, en Ligue nationale B. Les Aviateurs sont éliminés en demi-finales des séries par le ZSC Lions. Breitbach joue en 2001-2002 sa première saison complète en première division suisse. S'il joue toute la saison régulière au Schlufweg, il quitte le club zurichois pour s'engager avec le HC Ambrì-Piotta dès les playoffs.
Il commence la saison 2002-2003 avec les Léventins, mais rejoint Genève-Servette après trente-et-un matchs et finit le championnat au bord du lac Léman. Après une bonne saison 2003-2004 qui le voit atteindre le dernier carré du championnat, Robin Breitbach connaît une année blanche en 2004-2005, à cause d'une grave blessure au genou. Chris McSorley lui fait cependant confiance et le prolonge à plusieurs reprises,. Il atteint par deux fois la finale du championnat, en 2008 et en 2010 et est retenu par Uwe Krupp pour disputer les mondiaux 2007 avec l'Allemagne.
Il quitte les Vernets à la fin de la saison 2010-2011 pour le ZSC Lions, mais ne joue aucun match avec le club du Hallenstadion à cause d'une nouvelle blessure au genou contractée au mois de juin 2011. Des examens effectués au début de l'année 2012 indiquent que Breitbach ne peut plus jouer au hockey. Le joueur allemand annonce sa retraite le 16 février 2012.

## Statistiques

### Statistiques en club
Pour les significations des abréviations, voir Statistiques du hockey sur glace.
| Saison     | Équipe            | Ligue        |     | Saison régulière | Saison régulière | Saison régulière | Saison régulière | Saison régulière |   | Séries éliminatoires | Séries éliminatoires | Séries éliminatoires | Séries éliminatoires | Séries éliminatoires |
| Saison     | Équipe            | Ligue        | PJ  | B                | A                | Pts              | Pun              | PJ               | B | A                    | Pts                  | Pun                  |                      |                      |
| 1998-1999  | Kloten Flyers U20 | Jr. Élites A | 30  | 4                | 5                | 9                | 83               | 4                | 0 | 0                    | 0                    | 2                    |                      |                      |
| 1999-2000  | Kloten Flyers     | LNA          | 4   | 0                | 0                | 0                | 2                | 7                | 0 | 0                    | 0                    | 6                    |                      |                      |
| 1999-2000  | Kloten Flyers U20 | Jr. Élites A | 19  | 4                | 6                | 10               | 45               | 2                | 0 | 0                    | 0                    | 2                    |                      |                      |
| 2000-2001  | Kloten Flyers     | LNA          | 17  | 1                | 1                | 2                | 41               | 5                | 0 | 0                    | 0                    | 0                    |                      |                      |
| 2000-2001  | HC Thurgovie      | LNB          | 2   | 0                | 0                | 0                | 2                | -                | - | -                    | -                    | -                    |                      |                      |
| 2000-2001  | Kloten Flyers U20 | Jr. Élites A | 8   | 2                | 5                | 7                | 14               | -                | - | -                    | -                    | -                    |                      |                      |
| 2001-2002  | Kloten Flyers     | LNA          | 36  | 1                | 3                | 4                | 58               | -                | - | -                    | -                    | -                    |                      |                      |
| 2001-2002  | HC Ambrì-Piotta   | LNA          | -   | -                | -                | -                | -                | 6                | 0 | 0                    | 0                    | 10                   |                      |                      |
| 2001-2002  | Kloten Flyers U20 | Jr. Élites A | 1   | 0                | 0                | 0                | 0                | -                | - | -                    | -                    | -                    |                      |                      |
| 2002-2003  | HC Ambrì-Piotta   | LNA          | 31  | 1                | 0                | 1                | 30               | -                | - | -                    | -                    | -                    |                      |                      |
| 2002-2003  | Genève-Servette   | LNA          | 5   | 0                | 1                | 1                | 10               | 6                | 1 | 0                    | 1                    | 10                   |                      |                      |
| 2003-2004  | Genève-Servette   | LNA          | 32  | 3                | 3                | 6                | 40               | 12               | 1 | 0                    | 1                    | 22                   |                      |                      |
| 2004-2005  | Genève-Servette   | LNA          | -   | -                | -                | -                | -                | -                | - | -                    | -                    | -                    |                      |                      |
| 2005-2006  | Genève-Servette   | LNA          | 38  | 3                | 1                | 4                | 73               | 5                | 0 | 0                    | 0                    | 27                   |                      |                      |
| 2006-2007  | Genève-Servette   | LNA          | 42  | 1                | 3                | 4                | 84               | 5                | 0 | 0                    | 0                    | 8                    |                      |                      |
| 2007-2008  | Genève-Servette   | LNA          | 48  | 2                | 9                | 11               | 62               | 16               | 0 | 0                    | 0                    | 14                   |                      |                      |
| 2008-2009  | Genève-Servette   | LNA          | 45  | 2                | 3                | 5                | 36               | 4                | 0 | 0                    | 0                    |                      |                      |                      |
| 2009-2010  | Genève-Servette   | LNA          | 47  | 0                | 7                | 7                | 75               | 20               | 0 | 3                    | 3                    | 16                   |                      |                      |
| 2010-2011  | Genève-Servette   | LNA          | 36  | 1                | 0                | 1                | 18               | -                | - | -                    | -                    | -                    |                      |                      |
| 2011-2012  | ZSC Lions         | LNA          | -   | -                | -                | -                | -                | -                | - | -                    | -                    | -                    |                      |                      |
| Totaux LNA | Totaux LNA        | Totaux LNA   | 381 | 15               | 31               | 46               | 529              | 77               | 2 | 2                    | 4                    | 115                  |                      |                      |

### En équipe d'Allemagne
| Année | Compétition |   | PJ | B | A | Pts | Pun      |  | Résultat |
| 1999  | CM -18 ans  | 4 | 0  | 2 | 2 | 6   | 9e place |  |          |
| 2000  | CM -18 ans  | 6 | 0  | 3 | 3 | 10  | 7e place |  |          |
| 2007  | CM          | 5 | 0  | 0 | 0 | 8   | 9e place |  |          |